# Clovia subjuncta
Clovia subjuncta är en insektsart som först beskrevs av Walker 1870.  Clovia subjuncta ingår i släktet Clovia och familjen spottstritar. Inga underarter finns listade i Catalogue of Life.